# 왕비실
왕비실은 도라에몽의 등장인물로 서브주인공이기도 하다. 퉁퉁이랑 진구를 괴롭히고 놀리는 걸 즐긴다. 부잣집 아들이며 허영덩어리다. 키는 130으로 5인방 중 제일 작다. 혈액형은 AB형이다. 왕비실은 도라에몽의 등장인물로 노진구의 학급 친구이다.
부유한 호네카와 씨 집안의 아들로, 자랑을 자주 하지만 만퉁퉁과 함께 노진구를 괴롭히는 것을 좋아하며, 만퉁퉁을 마음껏 놀리거나 괴롭힐 때도 있다.(하지만 늘 도라에몽의 도구로 놀린다.) 사람을 조롱하면서 사는 것이 하루 일과의 대부분이다. 거울을 보며 자신의 얼굴을 감상하는 것이 취미이며, 장래 희망은 패션 디자이너이다. 장난감을 굉장히 많이 가지고 있다. 생년월일은 2월 28일이다. 일본 현지 명칭은 호네카와 스네오(일본어: 骨川スネ夫)이다.